# Asma bint Aboe Bakr
Asma bint Aboe Bakr (Arabisch: أسماء بنت أبي بكر, ca.595-695) was een Sahaba; de dochter van de eerste rechtgeleide kalief Aboe Bakr en de vrouw van Zubayr ibn al-Awwam. Ze was de tien jaar oudere halfzus van Aïsha, die een andere moeder had.
Ze was de 18e persoon die zich bekeerde tot de islam. Ze kreeg op een gegeven moment de bijnaam Dhat an-Nitaqayn ("Zij met de Twee Buikriemen") naar aanleiding van een incident dat verband hield met het vertrek van Mohammed en haar vader uit Mekka voor de hidjra.
Ze was getrouwd met Zubayr ibn al-Awwam en had twee kinderen met hem, Abd-Allah ibn al-Zubayr, de eerste moslim die te Medina geboren werd na de Hijra en Urwa ibn al-Zubayr.
Naar verluidt is ze 100 jaar oud geworden.